# Sumitomo Mitsui Financial Group
Sumitomo Mitsui Financial Group (SMFG; japonsky 株式会社三井住友フィナンシャルグループ, Kabušiki gaiša Micui Sumitomo Finanšaru Gurúpu), je japonská bankovní a finanční holdingová společnost založená v roce 2002 se sídlem ve čtvrti Čijoda, Tokio. Hlavní banka skupiny je Sumitomo Mitsui Banking Corporation (SMBC). SMFG je jedna ze tří tzv. japonských „megabank“.